# Kirchberg (Šluknovská pahorkatina)
Kirchberg (hornolužickosrbsky Cyrkwinska hora, česky doslovně Kostelní vrch) je vrch o nadmořské výšce 431 m na území hornolužické obce Steinigtwolmsdorf v zemském okrese Budyšín v Sasku.

## Název
Německý název kopce je složený ze slov Kirche (kostel) a Berg (vrch, hora), hornolužickosrbský název pak ze slov cyrkej (kostel) a hora (kopec). Oba názvy tak mají stejný význam, a to kostelní vrch. Pojmenování je odvozené od vlastnictví pozemků, protože lán polností náležel k místnímu kostelu, respektive farnosti.

## Přírodní poměry
Vrch náleží geomorfologicky k německé části Šluknovské pahorkatiny (Lausitzer Bergland) a její mesogeochoře Severní hornolužická vrchovina (Nördliches Oberlausitzer Bergland). Geologické podloží tvoří převážně dvojslídý granodiorit, při západním úpatí je však zastoupen také lužický granodiorit. Převažujícím půdním typem je kambizem, kterou střídá v dolních částech svahů pseudoglej až parakambizem, při vodních tocích glej a v zastavěných místech regosol. Západní svahy spadají až k potoku Steinigtwolmsdorfer Bach, který zprava ústí do Wesenitz. Celý vrch tak náleží k povodí Labe a k úmoří Severního moře. Většina svahů Kirchbergu je využívána jako zemědělská půda, na části se rozkládá zástavba Steinigtwolmsdorfu a jeho místní části Weifa. Kirchberg leží v chráněné krajinné oblasti Oberlausitzer Bergland.